# Олимпийская сборная Парагвая по футболу
Олимпийская сборная Парагвая по футболу (исп. Selección olímpica de fútbol de Paraguay) — команда, представляющая Парагвай на Олимпийских и Панамериканских играх в дисциплине «Футбол». В заявку сборной могут включаться игроки не старше 23 лет, за исключением трёх футболистов, которые могут быть старше этого возраста.

## История
Перед введением возрастного ограничения для участия в футбольном турнире на Олимпийских играх, сборная Парагвая никогда не принимала участия в этом событии. Однако все изменилось в 1992 году в Барселоне, когда было введено новое правило, и Парагвай стал одной из 16 стран, прошедших отборочные турниры согласно возрастного ограничения (до 23 лет). На тех Олимпийских играх сборная Парагвая достигла четвертьфинала.
В Афинах 2004 года сборная достигла своего главного достижения в истории — завоевания серебряной медали на Олимпийских играх. В финале они потерпели поражение от сборной Аргентины.
Кроме того, сборная Парагвая принимала участие пять раз в Панамериканских играх. Их выступления на этом турнире были недостаточно успешными, что нельзя сказать о предолимпийском турнире, который проводит КОНМЕБОЛ. В 1992 году команда выиграла турнир, а в 2004 добралась до финала.

## Достижения

### Олимпийские игры
| Олимпийские игры | Олимпийские игры | Олимпийские игры       | Олимпийские игры       | Олимпийские игры       | Олимпийские игры       | Олимпийские игры       | Олимпийские игры       | Олимпийские игры       | Олимпийские игры       |                        |
| Год              | Город            | Раунд                  | М                      | И                      | В                      | Н                      | П                      | ГЗ                     | ГП                     |                        |
| ---------------- | ---------------- | ---------------------- | ---------------------- | ---------------------- | ---------------------- | ---------------------- | ---------------------- | ---------------------- | ---------------------- | ---------------------- |
| 1992             | Барселона        | 1/4 финала             | 8-е                    | 4                      | 1                      | 2                      | 1                      | 5                      | 5                      |                        |
| 1996             | Атланта          | Не прошли квалификацию | Не прошли квалификацию | Не прошли квалификацию | Не прошли квалификацию | Не прошли квалификацию | Не прошли квалификацию | Не прошли квалификацию | Не прошли квалификацию | Не прошли квалификацию |
| 2000             | Сидней           | Не прошли квалификацию | Не прошли квалификацию | Не прошли квалификацию | Не прошли квалификацию | Не прошли квалификацию | Не прошли квалификацию | Не прошли квалификацию | Не прошли квалификацию | Не прошли квалификацию |
| 2004             | Афины            | Финал                  | 2-е                    | 6                      | 4                      | 0                      | 2                      | 12                     | 9                      |                        |
| 2008             | Пекин            | Не прошли квалификацию | Не прошли квалификацию | Не прошли квалификацию | Не прошли квалификацию | Не прошли квалификацию | Не прошли квалификацию | Не прошли квалификацию | Не прошли квалификацию | Не прошли квалификацию |
| 2012             | Лондон           | Не прошли квалификацию | Не прошли квалификацию | Не прошли квалификацию | Не прошли квалификацию | Не прошли квалификацию | Не прошли квалификацию | Не прошли квалификацию | Не прошли квалификацию | Не прошли квалификацию |
| 2016             | Рио-де-Жанейро   | Не прошли квалификацию | Не прошли квалификацию | Не прошли квалификацию | Не прошли квалификацию | Не прошли квалификацию | Не прошли квалификацию | Не прошли квалификацию | Не прошли квалификацию | Не прошли квалификацию |
| 2020             | Токио            | Не прошли квалификацию | Не прошли квалификацию | Не прошли квалификацию | Не прошли квалификацию | Не прошли квалификацию | Не прошли квалификацию | Не прошли квалификацию | Не прошли квалификацию | Не прошли квалификацию |
| Итого            | Итого            | Финал                  | 2/8                    | 10                     | 5                      | 2                      | 3                      | 17                     | 14                     |                        |

### Предолимпийский турнир
| Предолимпийский турнир | Предолимпийский турнир | Предолимпийский турнир | Предолимпийский турнир | Предолимпийский турнир | Предолимпийский турнир | Предолимпийский турнир | Предолимпийский турнир | Предолимпийский турнир | Предолимпийский турнир |
| Год                    | Страна                 | Раунд                  | И                      | В                      | Н                      | П                      | ГЗ                     | ГП                     |                        |
| ---------------------- | ---------------------- | ---------------------- | ---------------------- | ---------------------- | ---------------------- | ---------------------- | ---------------------- | ---------------------- | ---------------------- |
| 1992                   | Парагвай               | Чемпионы               | 7                      | 4                      | 2                      | 1                      | 10                     | 2                      |                        |
| 1996                   | Аргентина              | Групповой этап         | 4                      | 1                      | 0                      | 3                      | 8                      | 12                     |                        |
| 2000                   | Бразилия               | Групповой этап         | 4                      | 1                      | 0                      | 3                      | 7                      | 9                      |                        |
| 2004                   | Чили                   | Финал                  | 8                      | 4                      | 1                      | 3                      | 11                     | 11                     |                        |
| 2020                   | Колумбия               | Групповой этап         | 4                      | 1                      | 0                      | 3                      | 5                      | 6                      |                        |
| Итого                  | Итого                  | 1 титул                | 27                     | 11                     | 3                      | 13                     | 41                     | 40                     |                        |

### Панамериканские игры
| Панамериканские игры                     | Панамериканские игры | Панамериканские игры   | Панамериканские игры   | Панамериканские игры   | Панамериканские игры   | Панамериканские игры   | Панамериканские игры   | Панамериканские игры   | Панамериканские игры   |
| Год                                      | Город                | Раунд                  | М                      | И                      | В                      | Н                      | П                      | ГЗ                     | ГП                     |
| ---------------------------------------- | -------------------- | ---------------------- | ---------------------- | ---------------------- | ---------------------- | ---------------------- | ---------------------- | ---------------------- | ---------------------- |
| До 1995 года участвовала главная сборная |                      |                        |                        |                        |                        |                        |                        |                        |                        |
| 1999                                     | Виннипег             | Не участвовали         | Не участвовали         | Не участвовали         | Не участвовали         | Не участвовали         | Не участвовали         | Не участвовали         | Не участвовали         |
| 2003                                     | Санто-Доминго        | Групповой этап         | 5th                    | 3                      | 1                      | 0                      | 2                      | 3                      | 4                      |
| 2007                                     | Рио-де-Жанейро       | Не прошли квалификацию | Не прошли квалификацию | Не прошли квалификацию | Не прошли квалификацию | Не прошли квалификацию | Не прошли квалификацию | Не прошли квалификацию | Не прошли квалификацию |
| 2011                                     | Гвадалахара          | Не прошли квалификацию | Не прошли квалификацию | Не прошли квалификацию | Не прошли квалификацию | Не прошли квалификацию | Не прошли квалификацию | Не прошли квалификацию | Не прошли квалификацию |
| 2015                                     | Торонто              | Групповой этап         | 5th                    | 3                      | 1                      | 1                      | 1                      | 6                      | 3                      |
| 2019                                     | Лима                 | Не прошли квалификацию | Не прошли квалификацию | Не прошли квалификацию | Не прошли квалификацию | Не прошли квалификацию | Не прошли квалификацию | Не прошли квалификацию | Не прошли квалификацию |
| Итого                                    | Итого                | Групповой этап         | 2/7                    | 6                      | 2                      | 1                      | 3                      | 9                      | 7                      |